# Zosteria ruspata
Zosteria ruspata là một loài ruồi trong họ Asilidae. Zosteria ruspata được Daniels miêu tả năm 1987. Loài này phân bố ở miền Australasia.